# Max Bennett
Max Bennett, född 24 maj 1928 i Des Moines, död 14 september 2018 i San Clemente, Kalifornien var en amerikansk jazzmusiker och basist. Inledningsvis spelade han kontrabas, men gick med tiden över till elbas.
Bennett inledde sin karriär under Herbie Fields 1949 och spelade därefter för Georgie Auld, Terry Gibbs och Charlie Ventura. Efter en tid i amerikanska armén spelade han för Stan Kenton, varefter han ledde en egen orkester som bland andra ackompanjerade Peggy Lee 1955–1956 och Ella Fitzgerald 1957–1958. Under sin senare karriär är han kanske mest känd för sitt samarbete med Frank Zappa, framför allt på dennes Hot Rats där han spelade bas på alla spår utom "Peaches en Regalia", men han spelade även med Joni Mitchell (och var med att starta L.A. Express), George Harrison, Ry Cooder, Ray Charles och många andra.

### Webbkällor
- Max Bennett på Discogs
- Kevin Johnson (2018) In Memoriam: Max Bennett, på No Treble, 16 september 2018.
- Kirk Silsbee (2019) Bassist Max Bennett Dies at 90, JazzTimes 25 april 2019